# Garnanäs naturreservat
Garnanäs är ett naturreservat i Ronneby kommun i Blekinge län.
Reservatet är skyddat sedan 2014 och omfattar 22 hektar. Där finns bland annat ädellövskog